# Dichromochlamys
Dichromochlamys je monotipski rod glavočika smješten u podtribus Brachyscominae,  dio tribusa Astereae.
Jedina vrsta je australski endem, D. dentatifolia, raširena po većini kontinenta, obično na na kamenitim tlima.
Biljka je visoka 8–25 cm; stabljike ležeće do uzdižuće. Cvate u proljeće.

## Sinonimi
- Pterigeron dentatifolius F.Muell.